# La Prensa (diario de Buenos Aires)
La Prensa es un diario de la ciudad de Buenos Aires, Argentina, fundado en 1869 por José C. Paz –un rico estanciero y  político argentino, representante de la Generación del Ochenta– y que fue considerado uno de los diez periódicos más importantes del mundo.

## Síntesis histórica
Su histórica línea editorial representó la voz de la familia Gainza Paz y las ideas del liberalismo y del conservadurismo y fue el más importante medio de prensa del país durante la primera mitad del siglo XX. A partir de la Ley Sáenz Peña adoptó una postura de confrontación con los gobiernos electos de amplia base popular como el radicalismo (1916-1930; 1958-1962; 1964-1966; 1983-1989) y el peronismo (1946-1955; 1973-1976), y de apoyo a los golpes de Estado y sus dictaduras resultantes.

## La familia Gainza Paz

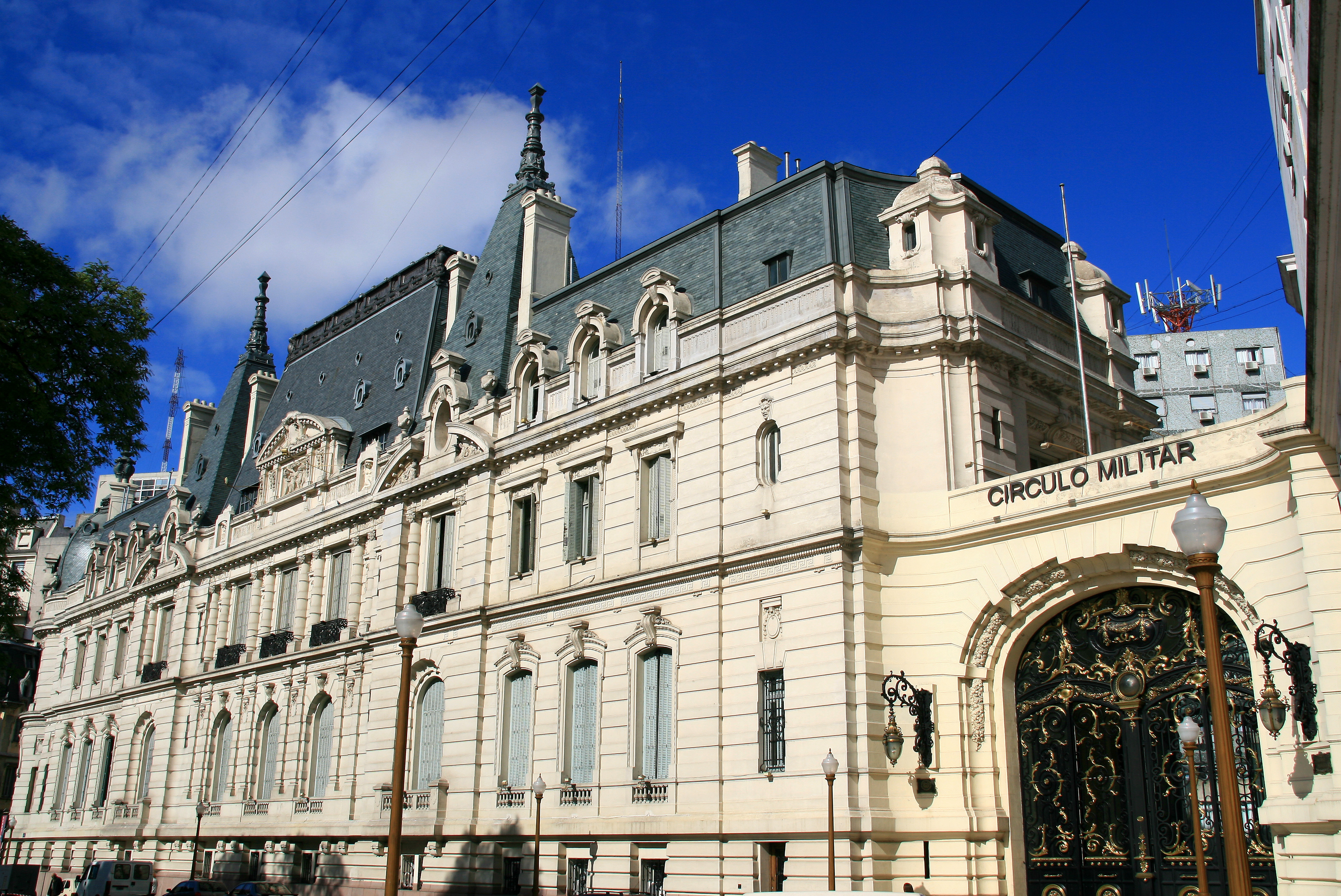
Palacio Paz, mandado a construir por José C. Paz en 1900. Fue la residencia más grande y lujosa de Buenos Aires al comenzar el siglo XX. En 1936 fue vendida al Ejército Argentino para que se instalara allí el Círculo Militar.

José C. Paz fue una de las figuras más ricas y poderosas de la Generación del Ochenta, que gobernó la Argentina iniciando el período de la organización nacional luego de las guerras civiles, hasta la llegada al poder del radicalismo en 1916. El diario La Prensa, propiedad de esta familia, estuvo vinculado al Partido Autonomista Nacional (PAN), que gobernó el país durante más de cuarenta años y constituyó la máxima expresión mediática de la república conservadora.
La edificación de la residencia familiar, el Palacio Paz, fue la más grande y lujosa en la Buenos Aires.
En 1898 José C. Paz transfirió la responsabilidad del diario a su hijo Ezequiel Pedro Paz. En 1943, Ezequiel Paz decidió transferir la dirección a su sobrino Alberto Gainza Paz. Durante su gestión se produjo la expropiación del diario en 1951, durante el gobierno peronista. Luego del derrocamiento del presidente Juan Domingo Perón, fue restituido pero perdió el peso casi excluyente que tenía, debido a la pérdida de los avisos clasificados, que fueron "heredados" por el diario Clarín.
Alberto Gainza Paz fue sucedido en la dirección del matutino por su hijo Máximo Gainza Paz, en los últimos años de la década de 1970. Durante su gestión, La Prensa se redujo a su mínima expresión y entró en convocatoria de acreedores en 1991.

## Historia

### Fundación, credo y propósitos
El primer ejemplar de La Prensa fue publicado el 18 de octubre de 1869. Su fundador, José C. Paz, se ocupó en persona de vigilar la redacción y la impresión. Su primer director fue Cosme Mariño y su primer editor responsable fue Jorge E. Cook. A partir de su edición inaugural comenzó a salir todos los días a las tres de la tarde.
Desde el inicio, La Prensa precisó su ideología liberal, afirmando:

su credo lo formarían la independencia, el respeto al hombre privado, el ataque razonado al hombre público y no a la personalidad individual.

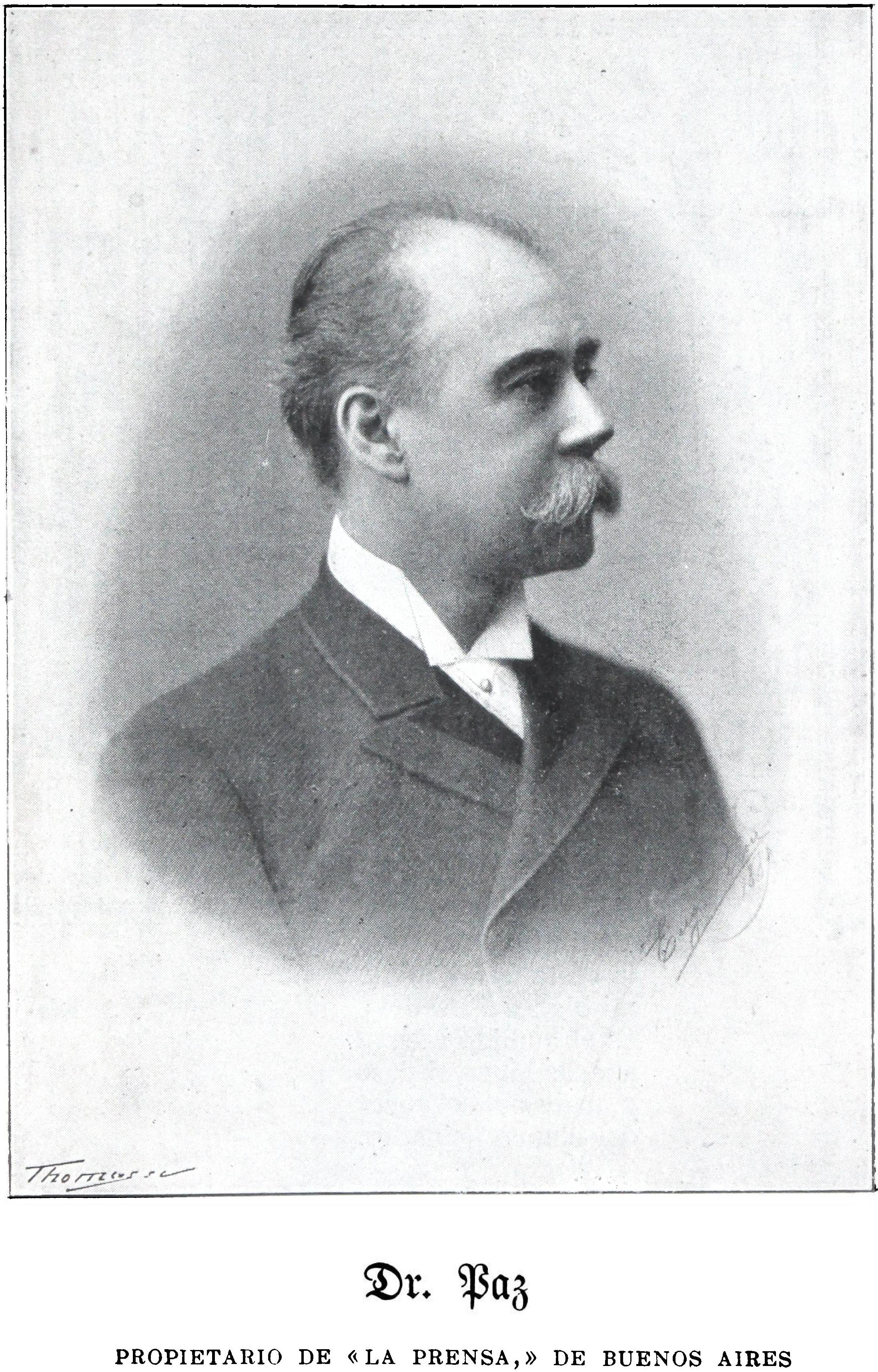
José C. Paz en 1900

La Prensa debió competir con el diario La Nación, fundado por el expresidente Bartolomé Mitre. Pero mientras Mitre se enfrentó a Julio Argentino Roca y su Partido Autonomista Nacional (PAN), con la esperanza de desplazarlo del gobierno, José C. Paz, se vinculó con el poder, fue diputado nacional del PAN y, luego, embajador de Roca en España y Francia. El PAN por su parte se convirtió en un virtual partido único, durante las décadas siguientes. En pocos años, La Prensa se convirtió en el principal diario del país.
La Prensa se sentía identificada con los principios que expresaba el roquismo y que rigió en Argentina hasta 1912, apoyado en un régimen electoral "cantado" que favorecía el fraude y la manipulación, y el dominio económico y político de un pequeño número de familias. La familia Gainza Paz se estableció entre ese puñado de familias poderosas e hizo del diario el eje de su poder.
Como vocero de la república conservadora de la Generación del Ochenta, La Prensa cuestionó la expansión de derechos que impulsaban las nuevas corrientes políticas y sociales que luchaban por establecer una república democrática. Así cuestionó la aparición de los sindicatos y las exigencias de derechos laborales, en las últimas décadas del siglo XIX. En 1888, en ocasión de una huelga de cocineros y mozos de hoteles, sostuvo que condenaba “esos movimientos de rebelión y desacato de la autoridad, que no sirven sino para desvalorizar a la sociedad” y que “no aceptamos como defensa legítima esos movimientos insurreccionales, denominados huelgas”.
En 1909 el diario se puso de parte del gobierno en su accionar político y apoyó la declaración del estado de sitio

El estado de sitio actual es un acto de defensa social. Por lo mismo, es evidente la conveniencia de mantener rigurosamente su carácter. No hay ni puede ni debe haber un solo argentino que se sienta limitado en sus libertades personales y políticas por el presente estado de sitio: porque -¡loado sea Dios! No es para ellos (La Prensa 20-11-1909).

Jugó un papel destacado en la formación de la Liga Patriótica Argentina, un grupo político no partidista que promovía un nacionalismo de derecha que se organizó tanto con fuerzas paramilitares como con círculos sociales formales, que actuaba como grupos de choque, hostigando mediante el matonaje y acciones criminales contra los residentes extranjeros, organizaciones sindicales y grupos de trabajadores en huelga.

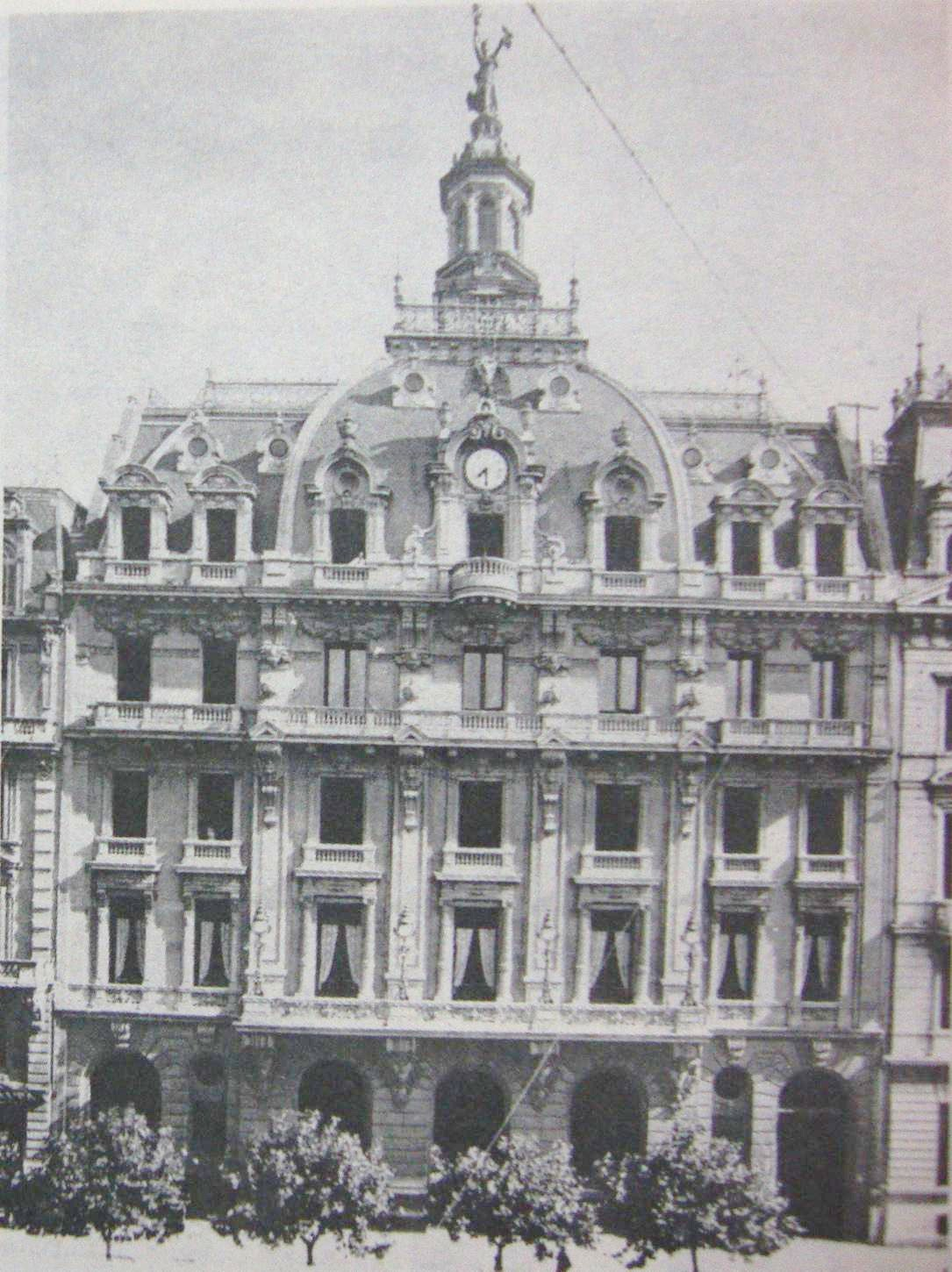
Edificio del diario La Prensa, 1910.

Para fin de siglo, la prosperidad del diario le permitió comprar un terreno a pocos metros de la Casa Rosada, en pleno centro político de la ciudad, y mandar a construir un edificio palaciego, como símbolo de su poder. El imponente Edificio La Prensa, con frente en Avenida de Mayo 575 y el lujoso Palacio Paz, comenzado a construir al mismo tiempo como residencia de su dueño, señalaban con contundencia el poder de La Prensa y la familia Paz.
El edificio fue diseñado en Francia y realizado en Buenos Aires por los ingenieros Gainza y Agote, graduados de la Escuela de Bellas Artes de París. Poseía los mayores adelantos científicos y tecnológicos únicos de finales del siglo XIX: ascensor, telégrafo y cañerías doradas a través de las cuales se distribuía la correspondencia. En el primer piso, el diario tenía su propia oficina de correos.
El segundo símbolo representativo de La Prensa es su sirena, famosa por sonar para anunciar los acontecimientos más importantes. La sirena, anterior a la radio, fue uno de los pocos medios de comunicación a través de los cuales se difundieron de inmediato en la ciudad de Buenos Aires las noticias más importantes nacionales e internacionales. La primera vez que sonó fue el 29 de julio de 1900, cuando se produjo el asesinato del rey Humberto I de Italia.
Casi en simultáneo con la inauguración del edificio nuevo, José C. Paz designó como director del diario a su hijo, Ezequiel Pedro Paz. Ezequiel Paz hizo que el diario fuera por lejos el más importante del país, dejando muy atrás a La Nación, contando con corresponsales en todo el territorio argentino, además de países de Sudamérica, Estados Unidos y Europa.
Ya en el siglo XX, a medida que se formaban partidos políticos democráticos, como la Unión Cívica Radical (UCR) y el Partido Socialista (PS), y que aparecían un clase media y una clase trabajadora que comenzaban a reclamar la expansión de sus derechos, La Prensa adoptó una postura "aristocrática", crítica de las nuevas manifestaciones populares que expresaban los partidos y movimientos opositores.
En 1905, un editorial del diario expuso su cuestionamientos a los nuevos reclamos y adoptó una postura de defensa de las relaciones conservadoras que regían en las estancias, ante el reclamo de modernización de las relaciones laborales:

El malestar obrero que arrecia en los centros urbanos, empieza a hacerse sentir en las campañas ganaderas y agrícolas. Las explotaciones rurales luchan con las complicaciones de la mano de obra. El peón de campo formula exigencias desconocidas en esta tierra. Quiere ganar más y aun insinúa condiciones para trabajar. Piénsese en las consecuencias que la generalización de estas reclamaciones tendría para la gran producción argentina”. (La Prensa, 13-8-1905)

En 1909 el diario se puso de parte del gobierno en su accionar político y apoyó la declaración del estado de sitio para combatir las movilizaciones sociales y sindicales impulsadas por anarquistas y socialistas:

El estado de sitio actual es un acto de defensa social. Por lo mismo, es evidente la conveniencia de mantener rigurosamente su carácter. No hay ni puede ni debe haber un solo argentino que se sienta limitado en sus libertades personales y políticas por el presente estado de sitio: porque -¡loado sea Dios! No es para ellos
(La Prensa 20-11-1909).

### Durante los primeros gobiernos radicales
Tres sangrientas revoluciones armadas en 1890, 1893 y 1905, conducidas por el partido radical, tuvieron como consecuencia que la élite gobernante de la Generación del Ochenta implementara reformas en las elecciones sancionando la Ley Sáenz Peña, que estableció el voto secreto, obligatorio y universal (para varones). La reforma electoral llevó a un cambio político mayúsculo y, en 1916, luego de casi cuatro décadas de monopolio del poder político, el Partido Autonomista Nacional entregó el poder al primer presidente electo a través del nuevo sistema, el radical Hipólito Yrigoyen.
La Prensa adoptó desde el principio una postura opositora al yrigoyenismo y a las reglas electorales democráticas aprobadas en 1912. El diario apoyó al Partido Autonomista Nacional y cuestionó el programa "revolucionario" de la Unión Cívica Radical, sosteniendo que "Se dirá que (Yrigoyen) lleva el programa del Partido Radical, pero éste fue revolucionario, y el plan y los medios de destruir son fundamentalmente distintos de los planes y medios de reedificar".
Apenas elegido Yrigoyen, La Prensa publicó un amplio editorial de defensa del conservadurismo y contra el nuevo gobierno en el que le advirtió su fracaso y su "desalojo del poder".

En nuestro país no hubo jamás –no los habrá nunca- enconos, luchas y odios
de religión o de política, porque esos son atributos de las sociedades incultas o de evolución incompleta; y estas conquistas morales son timbres que blasonan la civilización argentina. ¿Renunciaremos a ellos? ¿Consentiremos que esta plácida situación social se convierta en mar proceloso, donde reinen la anarquía, las persecuciones y las funestas consecuencias de las agitaciones irreductibles de cualquier fanatismo? ¡No! Somos, queremos ser, una sociedad orgánica, tradicional y definitivamente conservadora de sus conquistas institucionales, económicas y sociales. He ahí la sociedad entonces que gobernará el Partido Radical desde el 12 de octubre. He ahí el gran programa conservador que le impone la República, bajo el apercibimiento solemne de que de no observarlo, fracasará y será batido y desalojado del poder.
La Prensa, 13-8-1916.

Algunos investigadores y políticos han señalado el papel de La Prensa y otros medios de comunicación conservadores, en apoyo del primer golpe de Estado producido en Argentina, que derrocó el 6 de septiembre de 1930 al presidente Yrigoyen. Tal el caso de la diputada radical Griselda Tessio.
En 1933, cuando murió Yrigoyen, Alberto Gainza Paz, dueño de La Prensa, dio la orden de informarlo con el siguiente título: "Ha muerto un ex comisario de Balvanera".

### Durante la década infame
Una vez producido el golpe de Estado, el dictador José Félix Uriburu, agradeció en su proclama de toma del poder:

...a la prensa seria del país el servicio que ha prestado… al mantener latente por una propaganda patriótica…el espíritu cívico y provocar la reacción popular contra los desmanes de sus gobernantes.
José Félix Uriburu, Proclama de toma del poder, La Prensa, 6 de septiembre de 1930.

Días antes del Golpe, el diario La Prensa publicaba comunicados en los que se negaba cualquier movimiento golpista y se reprochaban todas las medidas tomadas para la defensa del gobierno.
Poco después, La Prensa justificaba el golpe, descalificando al "funesto régimen" demagógico, tal como definía al gobierno de Yrigoyen:

(La República) fue en otras épocas ilustrada y culta, y su acción se hizo sentir eficazmente en el progreso del país; pero después y sobre todo durante el funesto régimen depuesto el 6 de septiembre, se trocó por una turba famélica, ignorante y grosera, que llevó el comité al gobierno y convirtió la función pública en una expresión demagógica.
La Prensa, 19-3-1931.

Según Osvaldo Bayer, durante la Década Infame (1930-1942) La Prensa apoyó "la Ley Bazán" («primero, disparo; después, pregunto»), una práctica de ejecución ilegal impuesta por el comisario Víctor Fernández Bazán, responsable de un célebre caso de desaparición de personas detenidas y asesinadas en forma clandestina sin juicio en 1936. En 1947 Perón nombró a Bazán como subjefe de la Policía Federal y, más adelante, cónsul general en Estocolmo. Al morir fue el único funcionario peronista elogiado por La Prensa.
En 1938 la familia Paz le vendió al Círculo Militar Argentino, integrado por oficiales del Ejército, el Palacio Paz, que desde ese momento fue su sede. Mientras que el Palacio Paz y el edificio de La Prensa habían sido construidos como expresión del poder de la familia y el diario durante el ciclo de gobiernos conservadores sostenidos en el régimen del "voto cantado", la instalación del Círculo Militar en el Palacio Paz, fue una expresión del auge del poder militar durante el ciclo de golpes de estado (1930-1983) que impidieron que la democracia se consolidara luego de establecido el voto secreto.
Durante la Década Infame, caracterizada por el abierto fraude electoral para evitar el triunfo del radicalismo conocido como el "fraude patriótico", La Prensa editorializó sobre el fraude:

Nosotros sabemos que en el país ha reaparecido el fraude electoral. No lo disimulamos nunca, ni dejamos de protestar en defensa de los derechos cívicos. Pero no nos parece bien el abuso del cargo en que incurren los partidos que tratan de explicar su contraste atribuyéndolo a maniobras dolosas del adversario. No siempre se puede ganar, y conformarse con haber perdido en buena ley no es una deshonra.
La Prensa, 15-3-1938.

En 1943, Ezequiel Paz decidió transferir la dirección del diario a su sobrino Alberto Gainza Paz.[cita requerida]

### Durante los gobiernos peronistas
Luego de producido el golpe de Estado autodenominado Revolución del 43 —el golpe militar del 4 de junio cuyos cabecillas fueron Edelmiro Julián Farrell y Juan Domingo Perón que derrocó al presidente constitucional Ramón Castillo y que puso fin a los gobiernos de la década anterior— la dictadura militar nacionalista que resultó del mismo dio paso a la asunción del gobierno constitucional de Juan Domingo Perón el 4 de junio de 1946.
El surgimiento del peronismo contó con fuerte apoyo sindical. Desde un inicio La Prensa asumió una posición antiperonista que lo enfrentó al gobierno y a los sindicatos.
Dos semanas antes de las elecciones presidenciales del 24 de febrero de 1946 La Prensa dedicó cinco páginas para publicar el Libro Azul lanzado por el gobierno de Estados Unidos, donde anunciaba una consulta con los demás países americanos para una ocupación militar de la Argentina y contenía acusaciones contra Perón. El líder militar contestó a su vez con un documento titulado el Libro Azul y Blanco, en el que refutaba las inexactitudes históricas del documento estadounidense y denunciaba que había sido escrito por el exembajador Spruille Braden y el misterioso diplomático español comunista Gustavo Durán, y lanzó como lema de su campaña electoral la consigna

¡Braden o Perón!

Una vez realizados los comicios presidenciales, La Prensa no dio a conocer la noticia de que Perón había resultado elegido presidente. Tardó más de un mes en imprimir la novedad, de modo indirecto, publicando una cita del New York Times que daba por hecho que Perón había ganado las elecciones presidenciales. Al transmitirse el poder, el diario realizó la crónica del hecho sin mencionar ninguna vez a Perón.
El historiador radical Félix Luna cuestionó la conducta de los medios de prensa en aquel momento:

Desde el punto de vista de la ética periodística, la posición de la prensa
independiente fue condenable. El castigo a este sectarismo llegó por sí mismo: la deformación de la realidad fue tan completa que todos, los que escribían y los que leían, llegaron a convencerse de que la imagen presentada era cierta; que la Unión Democrática representaba la arrasadora mayoría del país frente a minúsculas turbas despreciables.
Félix Luna, El 45,

El 31 de octubre de 1946, el abogado Eugenio Moraggi denunció ante la Aduana a los diarios La Prensa y La Nación por evasión de impuestos al utilizar papel importado para realizar avisos de carácter comercial, sin pagar derechos de importación, situación que no podía considerarse incluida en la exención impositiva para el papel destinado a la publicación de noticias. La Aduana terminó ordenando el pago de los impuestos adeudados por ambos diarios desde 1939. a raíz de ello el diario fue sancionado por una serie de incumplimientos legales, sobre todo en materia de evasión impositiva y laboral, acciones antisindicales e irregularidades contables, que llevaron a que el Congreso de la Nación dispusiera su expropiación.
En 1948, un fallo de la justicia porteña le exigió a La Prensa pagar los derechos aduaneros del papel empleado en la impresión de avisos. La multa fue multimillonaria porque incluyó los impuestos no abonados por un período de diez años. En paralelo, una investigación parlamentaria descubrió que La Prensa había recibido un crédito preferencial de 216 millones de pesos del Banco Provincia de Buenos Aires durante el gobierno de facto de Uriburu para comprar una rotativa, que fue declarado incobrable durante el gobierno de Agustín Justo.
El historiador estadounidense Joseph A. Page ofrece otra mirada sobre el punto: "En 1949 el asalto a La Prensa se intensificó. Tal vez haya sido la declinación de la economía argentina la que inspiró al gobierno para ahogar las fuentes independientes de información. Un comité del Congreso formado para investigar los informes de que la policía habría torturado a estudiantes y trabajadores arrestados por razones políticas decidió, en lugar de ello, escudriñar las operaciones financieras de La Prensa y La Nación. El objetivo de esta tarea indagatoria era sustentar la acusación de que el periódico había evitado ilegalmente el pago de impuestos a las importaciones"￼

### Expropiación
A principios de 1951, el diario La Prensa enfrentó un conflicto laboral con el Sindicato de Vendedores de Diarios, que reclamaba que La Prensa tomara medidas para proteger a los "canillitas", en muchos casos niños afectados por el abuso laboral y la explotación. El sindicato dispuso una huelga durante la cual no vendían el diario, exigiendo que los canillitas recibieran una participación sobre los ingresos por avisos clasificados. Durante el conflicto, un grupo agresor nunca identificado, no perteneciente al gremio gráfico, ni al de canillitas, atacó a balazos el diario, matando al obrero de la expedición Roberto Nuñez.
La Confederación General del Trabajo (CGT), aprovechó este conflicto y exigió la expropiación del diario. La Cámara de Diputados designó una comisión bicameral que debería intervenirlo, ordenando la detención del director, Alberto Gainza Paz, que ya había salido prófugo del país.
El diputado John William Cooke encargado de informar sobre el proyecto sostuvo que, más allá de las ilegalidades cometidas por La Prensa, se trataba antes que nada de "un acto revolucionario". La ley de expropiación se aprobó el 12 de abril de 1951.

Nosotros estamos contra La Prensa por razones mucho más serias, mucho más fundamentales. Estamos contra La Prensa porque creemos que diarios de esa clase son los que han minado la base de la nacionalidad, creemos que La Prensa es uno de esos obstáculos, como hay muchos otros en el continente, que han impedido o demorado todas las posibilidades de reivindicaciones proletarias en Latinoamérica. Nosotros lo decímos por encima de las contingencias de la comisión investigadora. Lo decímos como hombres políticos que expresamos opiniones personales. Nosotros estamos con los obreros, y estamos contra La Prensa, porque La Prensa siempre estará, como lo ha estado hasta ahora, contra los obreros y contra nosotros.

Este es el planteo revolucionario con respecto a este problema de La Prensa. Nosotros con los nuestros, La Prensa con los suyos y con sus aliados de dentro y fuera del país, y con todos aquellos que, sin estar complicados en las maquinaciones de los diarios capitalistas, creen que están defendiendo los intereses de la prensa libre y de la libertad de opinión...
John William Cooke, Discurso ante la Cámara de Diputados de la Nación,1951.

Según Javier Llorens la expropiación benefició al diario Clarín -en aquel entonces, un diario menor-, que gracias a esa medida se quedó con los avisos clasificados de La Prensa para iniciar el camino que lo llevaría a convertirse en el grupo mediático más poderoso de Argentina. Por su parte el editor periodístico Julio Ramos sostiene que Clarín fue el periódico que más provecho sacó, seguido de La Nación, El Mundo y La Razón y afirma que en ese momento los clasificados estaban lejos de tener la importancia económica que adquirieron años después.
En agosto de 1954, Raúl Lamuraglia, un hombre de negocios cordobés que había financiado la campaña de la Unión Democrática, que enfrentó en las elecciones de 1946 a la fórmula de Perón, a través de millonarios cheques del Bank of New York que habían tenido como destino sostener el Comité Nacional de la Unión Cívica Radical y a sus candidatos José P. Tamborini y Enrique Mosca planeaba el bombardeo a la Plaza de Mayo. Días antes de concretar el plan se encontró en secreto con Alberto Gainza Paz, que prestó su residencia veraniega de Punta del Este, quienes le ofrecieron apoyos para el plan de magnicidio y al bombardeo. Instalado de nuevo en Buenos Aires, el radical Lamuraglia ofreció su quinta de en Bella Vista para organizar la conspiración y se comprometió a financiar un futuro golpe, junto con el apoyo de Paz.

### Durante la Revolución Libertadora
En 1956, tras el derrocamiento del presidente Perón como consecuencia de golpe de Estado cívico-militar, que instaló la dictadura autodenominada Revolución Libertadora, llamada también Revolución Fusiladora por sus críticos, se anuló la ley de expropiación del diario, retornando a la familia Gainza Paz. Al respecto, Alberto Gainza Paz manifestó:

Este decreto será un decreto histórico, que honra a quienes lo concibieron, redactaron, y al gobierno que lo ejecutó y por ese sólo hecho, el gobierno de la Revolución Libertadora merece la gratitud de todos los argentinos.

Al respecto, la historiadora María Sáenz Quesada sostiene:

La Prensa fue rápidamente devuelta a sus dueños. El procurador general del Tesoro consideró que debían declararse nulos todos los actos del régimen depuesto que implicaran abuso o injusticia. Derogada la legislación que afectó la propiedad de los Gainza Paz, el periódico volvió a salir en febrero siguiente. También fue devuelta La Vanguardia al Partido Socialista y El Intransigente (Salta), clausurado en 1949, reapareció.

A partir de su devolución a la familia Gainza Paz el diario, en su página editorial, publicó: 

La Prensa: diario de la mañana, fundado por José C. Paz el 18 de octubre de 1869; clausurado y confiscado por defender la libertad el 26 de enero de 1951; reinició sus ediciones el 3 de febrero de 1956.

Las relaciones entre la dictadura y La Prensa fueron estrechas y en 1957 el dictador Pedro Eugenio Aramburu designó a Alberto Gainza Paz, dueño del diario, para gestionar en Estados Unidos apoyo financiero para el gobierno militar.

### Durante el Proceso de Reorganización Nacional
Durante 1975 las redacciones y las publicaciones de los principales diarios fueron caja de resonancia de los rumores sobre el golpe de Estado, con el consiguiente desmedro para la estabilidad institucional. Las palabras "caos", "desorden", "crisis", "desintegración", "descontrol", "desgobierno" e "inmoralidad" fueron una y otra vez utilizadas para crear una sensación de caos social para preparar el terreno del golpe. Hacia fines de ese año la campaña de desprestigio contra el gobierno adquirió mayor crudeza. 
Al producirse el golpe de Estado del 24 de marzo de 1976 y asumir la dictadura cívico militar autodenominada Proceso de Reorganización Nacional (1976-1983) que se caracterizó por el terrorismo de Estado, las fuerzas armadas suprimieron la libertad de prensa al reprimir con cárcel a quien desprestigiara a las Fuerzas Armadas o difundiera actividades opositoras y estableció una oficina de censura previa en la Casa de Gobierno.
El día del golpe, La Prensa tituló en portada:

El país se encuentra bajo el control operacional de las Fuerzas Armadas.
Titular de tapa de La Prensa del 24 de marzo de 1976

La Prensa publicó los primeros comunicados del gobierno militar.
Según Marcelo Borreli, en el caso de La Prensa:

se trataba de un medio históricamente opositor al peronismo y desde ese espacio enunciativo esbozó una crítica persistente e inflexible sobre el gobierno de Isabel Perón y sobre otros actores vinculados al "populismo", que para el diario era el principal responsable de la decadencia del país. Si bien en marzo de 1976 no hizo alusión directa al golpe, utilizó una adjetivación desmedida y catastrofista que justificaba así el derrocamiento del gobierno.

Según los periodistas Eduardo Blaustein y Martín Zubieta, La Prensa recibió créditos preferenciales a bajas tasas que nunca fueron reclamados por el Estado argentino. El diario se convirtió en vocero de las Fuerzas Armadas en el poder, replicando en sus páginas sus argumentos, visión, y hasta el mismo vocabulario. 
El matutino desconoció la legitimidad de los gobiernos constitucionales elegidos en 1973 y dio su apoyo explícito al gobierno de facto a través de una editorialización sistemática acerca de su coincidencia con sus objetivos, contra el peronismo.
Pese a ello, fue uno de los pocos diarios argentinos -junto al Buenos Aires Herald-, que difundió la existencia de personas desaparecidas y las gacetillas de las organizaciones de derechos humanos como las Madres de Plaza de Mayo.
Su director, Alberto Gainza Paz, dijo respecto al golpe de Estado de 1976:

En 2 horas, sin el asomo de una sola falla, al cabo de una operación impecable, precisa, sin estridencias vanas y sin disparar un solo tiro, las Fuerzas Armadas de la Constitución pusieron término al desempeño ilegítimo del gobierno instaurado el 25 de mayo de 1973.

Dio su apoyo explícito a través de una editorialización sistemática acerca de su coincidencia con los objetivos del Proceso de Reorganización Nacional y contra el peronismo. Ramón Camps agradeció en el prólogo a un libro de su autoría la colaboración de Gaínza. Bajo la dirección de Paz La Prensa fue el medio que más mostró su tendencia pro golpista, fue el único diario que el día del golpe lo puso en su tapa: “El país se encuentra bajo el control operacional de las Fuerzas Armadas”. Y publicó los primeros comunicados del gobierno militar. La Prensa, destacó las figuras de los golpistas, publicó la proclama de los comandantes y la lista de los interventores militares en las provincias.
Los años que le siguieron al golpe, mostraban la postura adoptada complicidad y silencio. Desde el primer día de la asunción de la Junta Militar difundieron los beneficios que este cambio representaba para el país y se alinearon en defensa de su política y sus intereses.
En 1980, Máximo Gainza Paz, ya a cargo de la dirección de La Prensa luego de suceder a su padre, junto a otros diarios argentinos, defendieron al régimen militar acusado del secuestro del periodista Jacobo Timerman, ante la Sociedad Interamericana de Prensa (SIP), frente a la denuncia internacional por violación de derechos humanos que el director de La Opinión realizara en el libro Preso sin nombre, celda sin número.
En 1981 Máximo Gainza Paz ofrece junto a su familia una cena para conmemorar un nuevo aniversario de la "gesta patria" en recordatorio al golpe de 1976, donde asistirán importantes miembros de la familia Mitre, Ernestina Herrera de Noble, Claudio Escribano y otros empresarios periodísticos, quienes se comprometieron a brindar el apoyo al gobierno militar más allá de la salida de Videla.
Entre los periodistas de este período se encontraba Manfred Schönfeld, quien desde sus artículos apoyó al gobierno de facto hasta que, luego de la guerra de las Malvinas, la dictadura respondió a sus artículos críticos cortándole la publicidad oficial a La Prensa y atacando a Schönfeld con una agresión que le rompió los dientes delanteros.

### Luego de la recuperación de la democracia en 1983
Recuperada la democracia en 1983 con la elección del presidente Raúl Alfonsín, La Prensa se destacó por las posiciones opositoras y en especial de la Junta Coordinadora Nacional, realizadas por la pluma de Jesús Iglesias Rouco, partidario del presidente estadounidense Ronald Reagan. En 1988, el presidente Alfonsín dispuso la detención de doce personas, civiles y militares, por actividades golpistas. Entre ellas estaba Daniel Horacio Rodríguez, periodista de La Prensa. En ese momento, el diario El País de Madrid, relataba del siguiente modo la situación del diario argentino:

La Prensa, el gran diario liberal argentino de antaño, hoy quebrado, desmayado en los brazos de la reacción económica y política y asentado en la figura estrella del periodista hispanoargentino Jesús Iglesias Rouco, entusiasta defensor de la política de Reagan en el subcontinente y animoso debelador de todos los males de la debilitada democracia argentina.
Diario El País, 23 de octubre de 1988.

Después de demostró no existía tal conspiración sino que era una estrategia para crear un ambiente propicio ganar las elecciones que se avecinaban. Para ello el presidente Alfonsín se había arrogado funciones judiciales y detenido y condenado a sesenta días de prisión a personas que no se conocían.

### Décadas de 1980 y 1990 y venta
En 1988, el diario se instaló en un edificio cerca de Puerto Madero, en Azopardo 715 -lugar en el cual, desde 1935, funcionaban sus talleres- y desde donde se dirige, imprime y distribuye.
En 1991, se redujo a su mínima expresión y entró en convocatoria de acreedores. La familia Gainza se desvinculó de La Prensa en 1993. La empresaria Amalia Lacroze de Fortabat adquirió la mayoría accionaria, que vendió dos años más tarde.

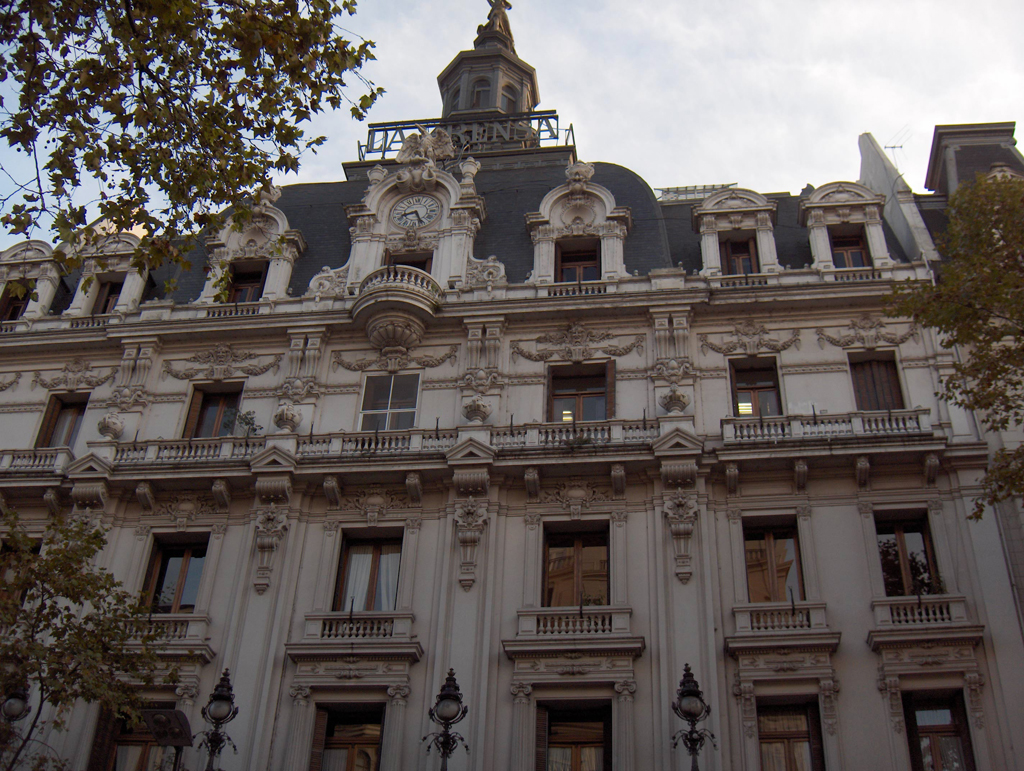
Edificio de La Prensa, convertido en Casa de la Cultura del Gobierno de la Ciudad de Buenos Aires.

En 1994, La Prensa cambió su logotipo, diagramación y modernizó sus contenidos informativos. Una de sus características fue la del "tren de información", una serie de noticias condensadas en la parte superior de cada página. El cambio fue acompañado de una costosa campaña publicitaria en radio, TV, vía pública y elementos promocionales en los puestos de diarios. Sin embargo, a los pocos meses sus ventas siguieron disminuyendo y tras la demanda de sus lectores se volvió al formato tradicional.

### Su nuevo propietario
El diario forma parte del Multimedios La Capital del empresario marplatense Florencio Aldrey Iglesias. El edificio de La Prensa fue transferido en propiedad al Gobierno de la Ciudad de Buenos Aires.

## Edición conmemorativa
El 5 de junio de 2013, el diario cumplió su edición 50.000.

Edición 50.000. El presente ejemplar de La Prensa lleva el número 50.000. Desde 1869 y hasta el presente, hemos servido a nuestros lectores, sólo comprometidos con la Verdad y la República. Nuestros lectores tienen hoy en sus manos la edición 50.000 de La Prensa. Desde 1869 y a caballo de tres siglos, nuestro diario -que es el suyo- ha acompañado y palpitado la más fantástica aventura en la historia de la humanidad. Desde la ilusión del progreso indefinido de aquellos inicios hasta el actual extravío de la droga y la mente cibernética, que amenaza hoy sustituir a la del hombre, nada ha sido ajeno a nuestro interés y el de generaciones de lectores. ¿Cuál es el secreto de las 50.000 ediciones? Informar con veracidad, servir al público con objetividad, orientar con opinión, no ahorrar la crítica sino la adulación y constituirse en intérprete y vocero de todas las clases sociales y migratorias que vieron en La Prensa un comprometido testimonio de cada momento. Más allá de las vicisitudes empresariales y políticas, sorteando las cambiantes alternativas de las modas intelectuales y los caprichos sociales, perseguimos sostener la afirmación de la libertad y la democracia. Hemos procurado resguardar el imperio de la lectura para equilibrar la influencia de los que ven y escuchan con el de quienes leen y piensan. La modernidad no busca sólo partidarios; también requiere de interlocutores.

### Caso Papel Prensa y sobreseimiento judicial
La Prensa y sus directivos fueron denunciados por participar en supuestas violaciones de derechos humanos y crímenes cometidos durante la dictadura autodenominada Proceso de Reorganización Nacional en perjuicio de David Graiver y Lidia Papaleo de Graiver, propietarios de La Opinión, entre otras personas, con el fin de obligarlos a transferir sus acciones en Papel Prensa S.A., a los propietarios de los diarios La Prensa, Clarín, La Nación y La Razón. 
En 2014, tres procuradores especializados en casos de lesa humanidad realizaron una presentación ante la fiscalía de Eduardo Taiano, proponiendo que se imputara y se le tomara declaración indagatoria Juan Gainza Paz (quien fue intermediario entre los dueños de medios y las Fuerzas Armadas) por la supuesta apropiación ilegal de Papel Prensa S.A., en plena dictadura.
El juez federal que investigó el caso fue Julián Ercolini. En 2016, resolvió que la transferencia de acciones de 1977 no fue realizada a un precio muy inferior al de mercado y que no había pruebas de que las personas vinculadas al diario La Opinión pudieran haber actuado obligadas por las eventuales violaciones de derechos humanos que pudieran haber sufrido en esa época, razón por la cual dispuso el sobreseimiento de Héctor Magnetto, Bartolomé Mitre, Ernestina Herrera de Noble, Raymundo Juan Pío Podestá y Guillermo Juan Gainza Paz.